# Estarreja
Estarreja ist eine Stadt (Cidade) und ein Kreis (Concelho) in Portugal mit 7657 Einwohnern (Stand 30. Juni 2011).

## Geographie
Estarreja liegt 15 km nördlich von der Distrikthauptstadt Aveiro. Unweit der westlich angrenzenden Ria de Aveiro gelegen, durchziehen schmale Kanäle und Flüsse den Ort und das umgebende Flachland.

## Geschichte
Funde belegen die Anwesenheit des Menschen im Gemeindegebiet seit dem Neolithikum. Auch Keltiberer, Römer und Araber siedelten hier. Die erste dokumentierte Erwähnung als Villa Antoan, dem heutigen Antuã, stammt aus dem Jahr 569. Zu seinem Verwaltungsgebiet gehörten Beduído, Salreu, und der Fluss Rio Antuã. Im 11. Jahrhundert begann sich hier der Ort Estarreja zu bilden.
1257 übergab König Alfons III. die Gemeinden Antuã und Avanca an das Kloster von Arouca. Im Jahr 1519 erneuerte König Manuel I. die Stadtrechte für die Vila (Kleinstadt) Antuã und ihren Kreis, dessen Sitz Estarreja später wurde. Seit Mitte des 17. Jahrhunderts übernahm der Kreis auch den Namen von Estarreja.
Anfang des 19. Jahrhunderts erlitt der Kreis Zerstörungen und Plünderungen durch die französischen Truppen während der Napoleonischen Kriege auf der Iberischen Halbinsel.
Mit Eröffnung der Eisenbahnlinie Linha do Norte im Jahr 1862 erlebte Estarreja einigen Aufschwung. So wurde es, nach Aveiro, der zweitgrößte Salzhafen des Landes. Insbesondere mittelständische Lebensmittelindustrie siedelte sich hier an, darunter die milchverarbeitenden Betriebe, die vom späteren Medizinnobelpreisträger Egas Moniz 1923 mitbegründet wurden und die erste Milchpulverfabrik des Landes war, bevor sie später von Nestlé übernommen wurde. Seit Mitte des 20. Jahrhunderts entwickelte sich hier auch ein Schwerpunkt der chemischen Industrie des Landes. Seit Ende des 20. Jahrhunderts setzte dann eine Umorientierung des Kreises hin zu Nachhaltigkeit und Umweltschutz ein. So wurde mit dem Eco Parque Empresarial ein umweltgerechtes Gewerbegebiet geschaffen, und 2003 mit BIORIA ein Naturschutzgebiet am Rande der Lagunenlandschaft Ria de Aveiro eingerichtet.
Zum 1. Januar 2005 wurde die Vila (Kleinstadt) von Estarreja zur Cidade (Stadt) erhoben.

## Verkehr
Estarreja ist ein Haltepunkt der Eisenbahnstrecke Linha do Norte und liegt an den Autobahnen A1 und A29, mit jeweils eigenen Abfahrten.

## Verwaltung

### Kreis
Estarreja ist Sitz eines gleichnamigen Kreises. Die Nachbarkreise sind (im Uhrzeigersinn im Norden beginnend): Ovar, Oliveira de Azeméis, Albergaria-a-Velha sowie Murtosa.

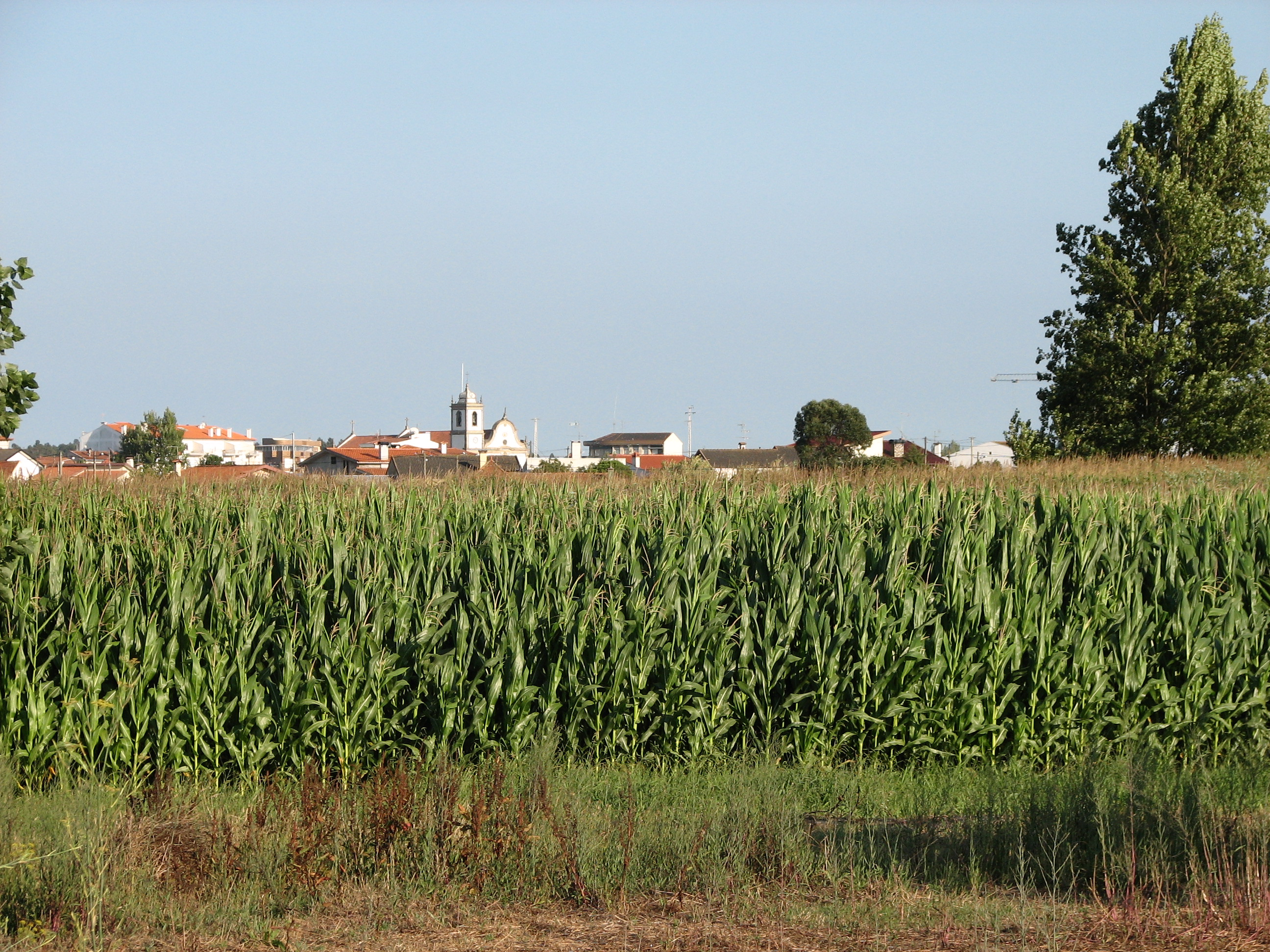
Die Kreisgemeinde Pardilhó

Mit der Gebietsreform im September 2013 wurden mehrere Gemeinden zu neuen Gemeinden zusammengefasst, sodass sich die Zahl der Gemeinden von zuvor sieben auf fünf verringerte.
Die folgenden Gemeinden (freguesias) liegen im Kreis Estarreja:

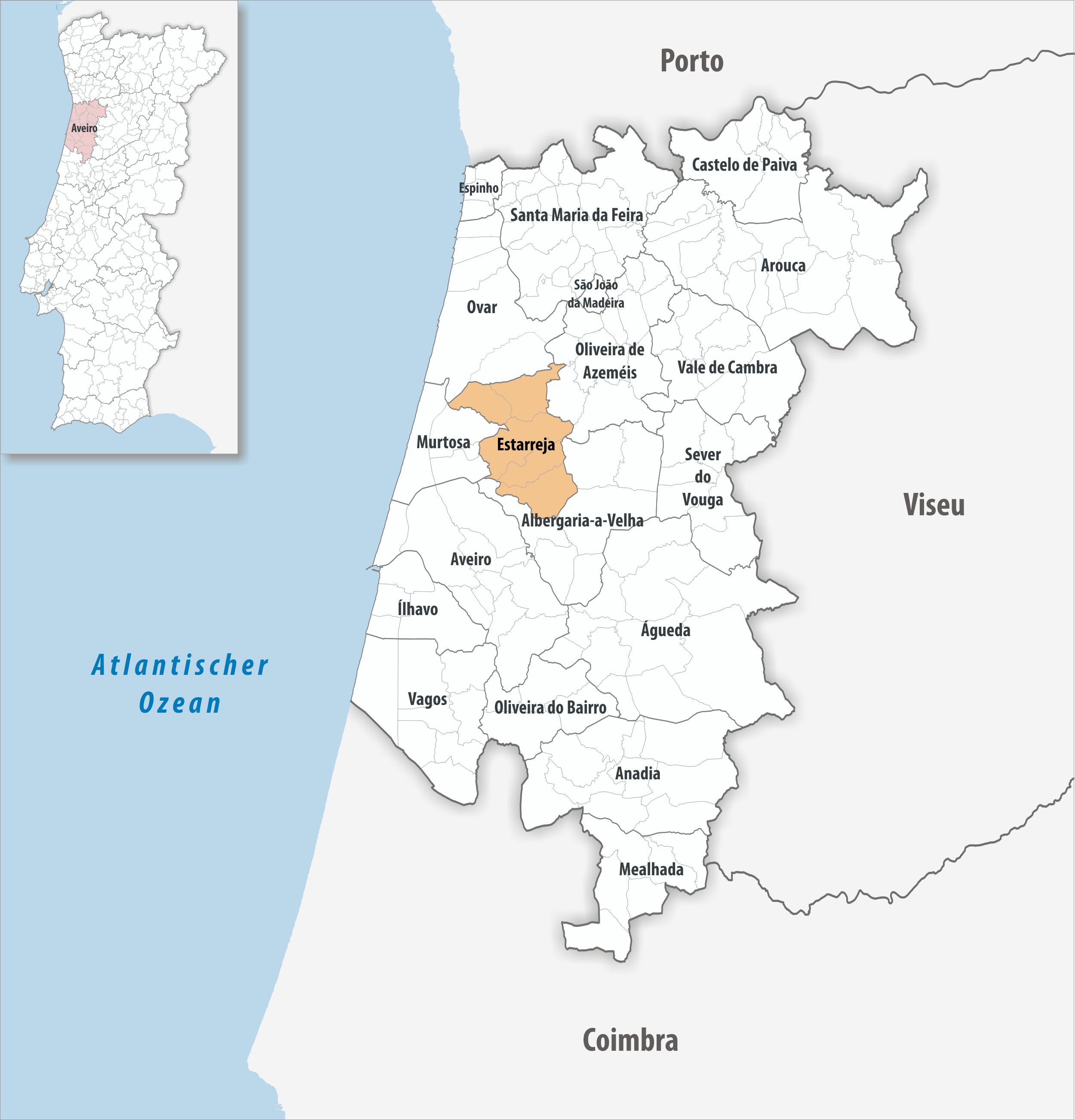
Kreis Estarreja

| Gemeinde          | Einwohner (2021) | Fläche km² | Dichte Einw./km² | LAU- Code |
| ----------------- | ---------------- | ---------- | ---------------- | --------- |
| Avanca            | 5.732            | 21,07      | 272              | 010801    |
| Beduído e Veiros  | 9.903            | 31,84      | 311              | 010808    |
| Canelas e Fermelã | 2.673            | 23,02      | 116              | 010809    |
| Pardilhó          | 4.232            | 15,70      | 270              | 010805    |
| Salreu            | 3.673            | 16,54      | 222              | 010806    |
| Kreis Estarreja   | 26.213           | 108,17     | 242              | 0108      |

### Bevölkerungsentwicklung
| Einwohnerzahl im Kreis Estarreja (1801–2011) | Einwohnerzahl im Kreis Estarreja (1801–2011) | Einwohnerzahl im Kreis Estarreja (1801–2011) | Einwohnerzahl im Kreis Estarreja (1801–2011) | Einwohnerzahl im Kreis Estarreja (1801–2011) | Einwohnerzahl im Kreis Estarreja (1801–2011) | Einwohnerzahl im Kreis Estarreja (1801–2011) | Einwohnerzahl im Kreis Estarreja (1801–2011) | Einwohnerzahl im Kreis Estarreja (1801–2011) | Einwohnerzahl im Kreis Estarreja (1801–2011) |
| -------------------------------------------- | -------------------------------------------- | -------------------------------------------- | -------------------------------------------- | -------------------------------------------- | -------------------------------------------- | -------------------------------------------- | -------------------------------------------- | -------------------------------------------- | -------------------------------------------- |
| 1801                                         | 1849                                         | 1900                                         | 1930                                         | 1960                                         | 1981                                         | 1991                                         | 2001                                         | 2011                                         |                                              |
| 17.075                                       | 26.147                                       | 34.041                                       | 23.397                                       | 25.213                                       | 26.261                                       | 26.742                                       | 28.182                                       | 26.997                                       |                                              |

### Kommunaler Feiertag
- 13. Juni

### Städtepartnerschaften
- Frankreich: La Riche (seit 1989)
- Kap Verde: Porto Novo (seit 1993)[7]

## Sport
Die Bahnkurse der Inline-Speedskating-Europameisterschaften 2007 fanden hier statt. Die Straßenkurse richtete der portugiesische Ort Ovar aus.
Der 1937 gegründete Fußballverein Associação Atlética de Avanca, aus der Gemeinde Avanca, spielte zwischenzeitlich in der dritten Liga, der damaligen IIª Divisão, zuletzt in der Saison 2007/08. Inzwischen tritt er in der ersten Liga des Distriktverbandes von Aveiro an, der 1ª Divisão do Campeonato Distrital da A.F Aveiro (Stand 2014/15).

## Söhne und Töchter der Stadt
- Francisco Joaquim Bingre (1763–1856), Schriftsteller und Dichter
- Sebastião Maria de Quadros Côrte Real (1853–1891), Violinist
- António Caetano de Abreu Freire Egas Moniz (1874–1955), Diplomat, Autor, Medizinnobelpreisträger 1949
- Filipe José Freire Temudo Barata (1919–2003), Offizier, Kolonialverwalter und Politiker
- José Bento (* 1932), Autor von Buchführungsliteratur, Übersetzer spanischer Literatur
- David Lopes Ramos (1948–2011), Journalist, Gewerkschafter, Pressereferent von Vasco Gonçalves
- Regina Bastos (* 1960), Juristin und Politikerin, seit 2009 Europaabgeordnete
- António Costa Valente, Regisseur, Filmproduzent, 1997 Gründer und Leiter des Filmfestivals von Avanca
- Antonio Cascais (* 1965), Journalist in Deutschland
- Frederico Emanuel Tavares Martins (* 1979), Fußballspieler
- Isabel Soares (* 1983), in Hamburg lebende Sängerin